# Mensenoffer

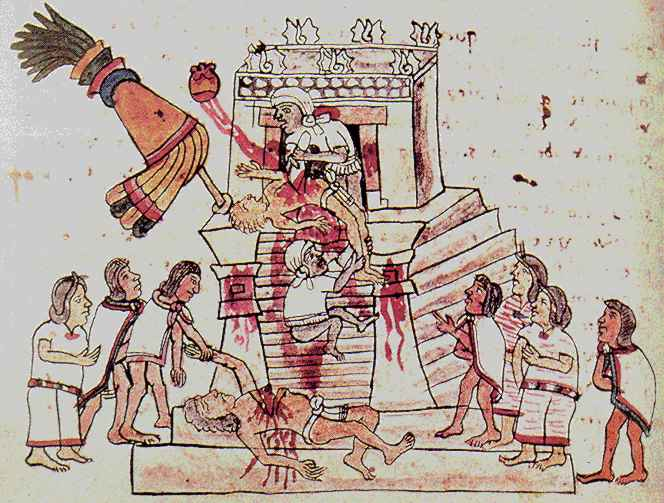
Mensenoffer bij de Azteken

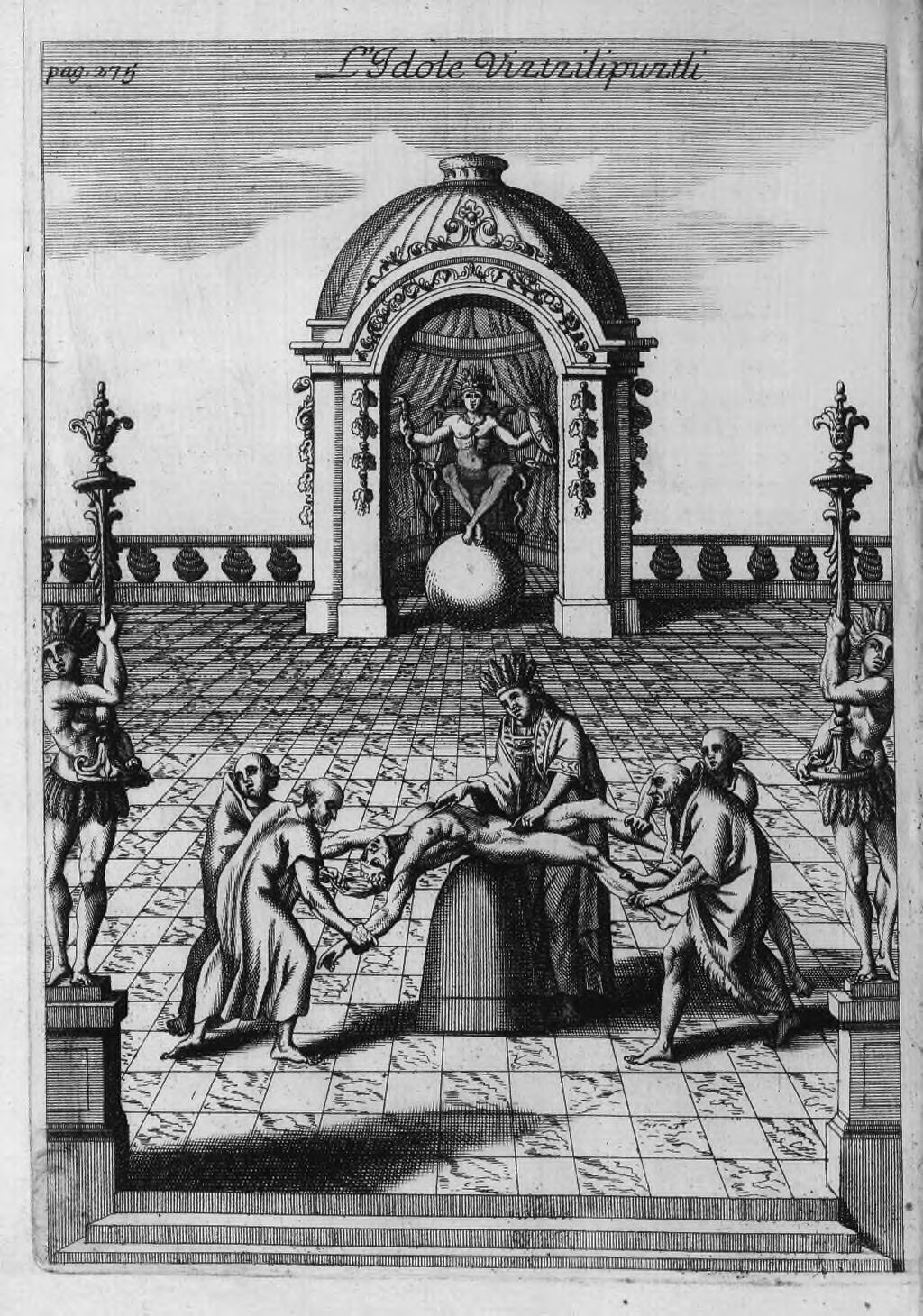
Een mensenoffer voor Viztzilipuztli (Azteken), door Jan Karel Donatus Van Beecq (1638-1722)

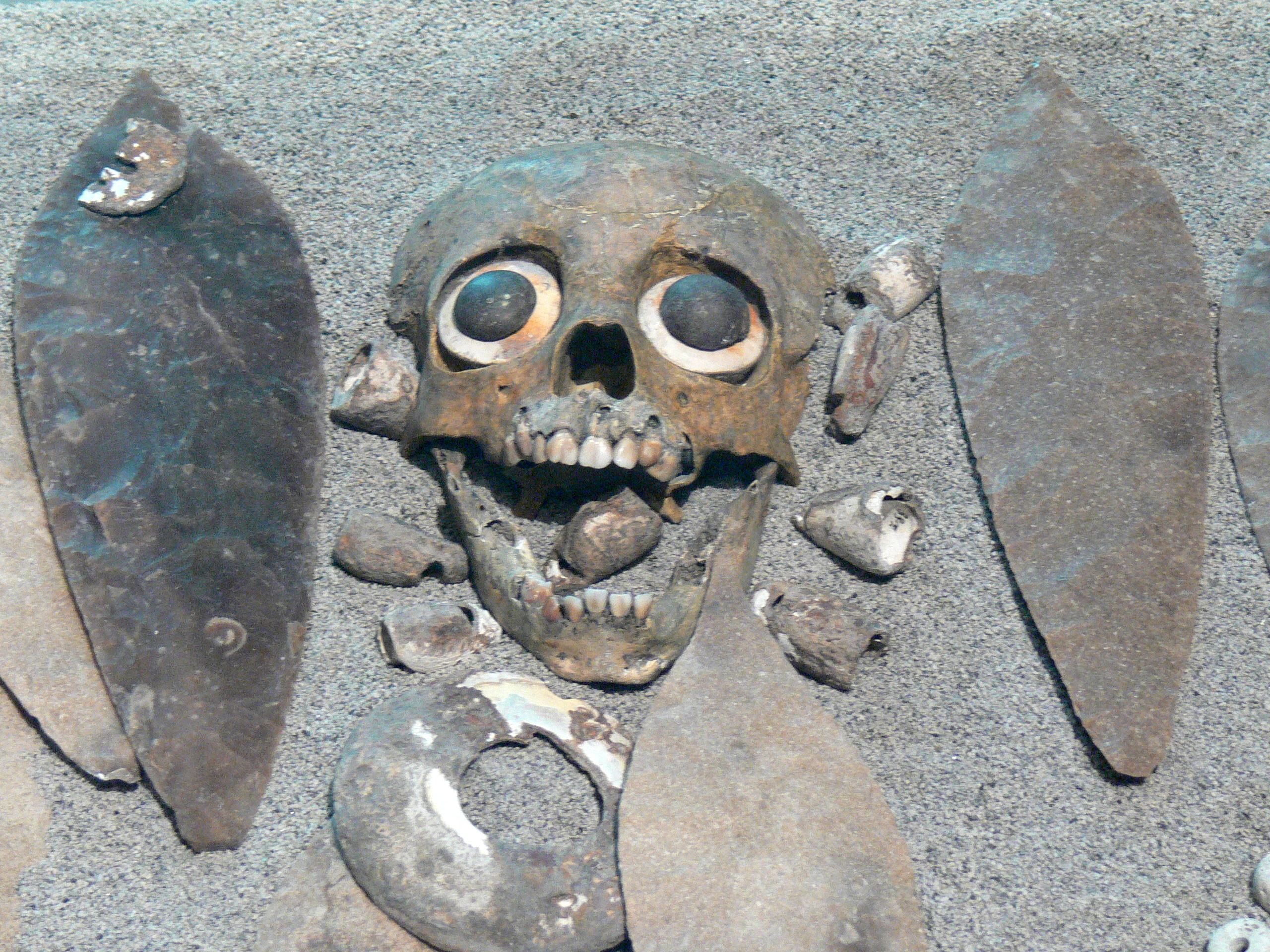
Kinderoffer (Azteken) uit Tlatelolco, Nationaal Museum van Antropologie in Mexico-Stad

Een mensenoffer is het doden van een mens als offer aan een god, binnen de context van een religie. Het wordt daarom ook wel een rituele moord genoemd.
Het mensenoffer heeft door zijn radicale en grensoverschrijdende karakter de mens vanouds sterk geïntrigeerd. In veel culturen zijn mensenoffers een onderdeel van de religieuze praktijk geweest.

## Mensenoffers in de geschiedenis
De Azteken uit Mexico golden en gelden bij velen als de mensenofferaars bij uitstek. Zij offerden in Tenochtitlan mensen aan allerlei goden, waarvan de zonnegod er één was. Ze deden dit op bij die goden passende, symbolische, en daardoor niet zelden wrede manieren. Vooral voor de rijksgod Huitzilopochtli werden op zeer grote schaal mensen (vaak krijgsgevangenen) op de offersteen gelegd. Veelvoorkomend deel van de offerhandeling was de hartuitsnijding en vaak ook de onthoofding. Op bescheidener schaal brachten ook de Maya's en de Inca's (en hun voorgaande culturen) mensenoffers. In beide culturen werden ook kinderen geofferd. In 2018 werd bekend dat er in Peru een massagraf was ontdekt met meer dan 140 geofferde kinderen. Het lag nabij de hoofdstad van het Chimúrijk
In het oude Egypte zijn alleen van de allereerste koningen, bijvoorbeeld Hor-Aha, bewijzen van deze praktijk gevonden. In Nubië, bijvoorbeeld in Kerma, heeft de gewoonte om bij het overlijden van de vorst een groot aantal van zijn getrouwe dienaren mede het graf in te sturen veel langer stand gehouden.
In de Vroeg-dynastieke periode van het oude Mesopotamië zijn aanwijzingen van mensoffers aangetroffen, bijvoorbeeld in het graf van koningin Puabi van Ur.
Het vroege hindoeïsme en de oude Chinese godsdiensten kenden zowel mensen- als dierenoffers.
Ook de Grieken en Romeinen berichtten dat hun vroege voorouders mensenoffers brachten als onderdeel van vruchtbaarheidsriten.
Sommige in Europa en Nederland gevonden veenlijken zijn mogelijk mensenoffers. Volgens de Romeinse geschiedschrijvers offerden de Kelten soms mensen om vruchtbaarheid voor het land en vee af te smeken. Zo werd het meisje van Yde gevonden met een halfkaalgeschoren hoofd en een touw om haar nek. Hoewel een terechtstelling niet is uit te sluiten, denken onderzoekers dat ze waarschijnlijk geofferd is geweest.
De Germanen brachten mensenoffers aan de oorlogsgod Odin. In Zweden werden deze mensenoffers zelfs gebracht tot in de 11e eeuw.

### Carthago
Romeinse en Griekse schrijvers als Diodorus Siculus, Plutarchus en Tertullianus spraken met afschuw over mensenoffers bij de Carthagers aan hun god Baäl Hammon, die in de Interpretatio Graeca werd geïdentificeerd met Kronos, de titaan die zijn kinderen verslond. Deze werken kunnen echter onderdeel zijn geweest van de propaganda die de Romeinen na de verovering van Carthago verspreidden, waarin de Carthagers als barbaren werden afgeschilderd. De opgravingen die wijzen op Carthaagse kinderoffers zouden ook massagraven kunnen zijn voor pasgeborenen die zijn gestorven, aangezien er in die tijd een hoge kindersterfte was. Archeologische vondsten in 2014 wijzen echter in de richting van kinderoffers door de Carthagers.

### Hebreeuwse Bijbel

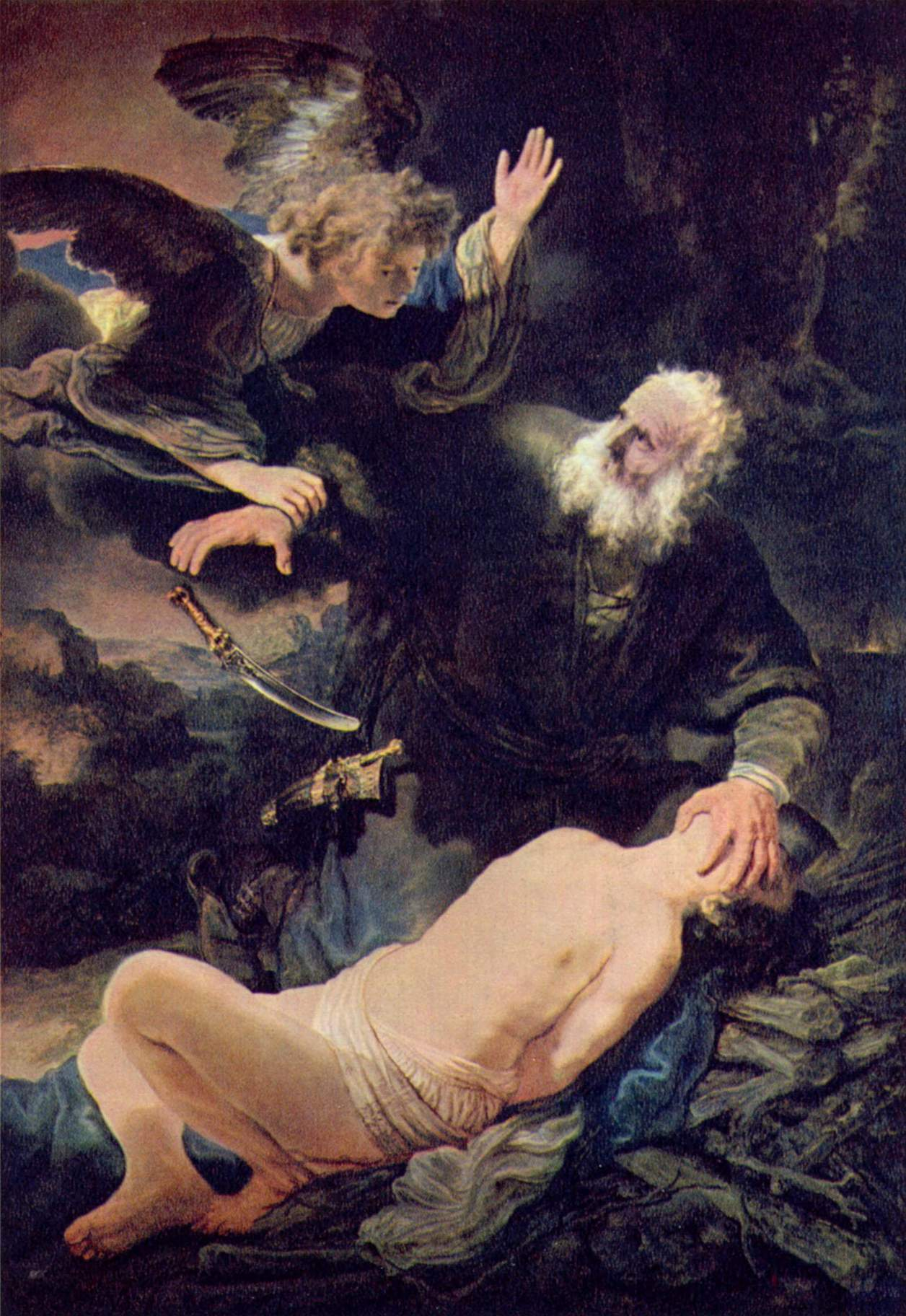
De engel verhindert het offeren van Isaak - Rembrandt, 1635 (Hermitage (Sint-Petersburg))

Volgens de Hebreeuwse Bijbel wilde God aartsvader Abraham op de proef stellen door hem de opdracht te geven zijn enige zoon Isaak te offeren. Abraham trof alle voorbereidingen voor dit kinderoffer, maar werd bij de uitvoering op het laatste moment tegengehouden door een engel (Genesis 22:1-18).
Verder werden kinderoffers in de Hebreeuwse Bijbel veelvuldig en in de strengste bewoordingen veroordeeld, vooral in Leviticus waar kinderoffers aan Moloch worden genoemd (bijvoorbeeld in Leviticus 18:21; 20:2). Moloch wordt in 1 Koningen 11:7 "de gruwelijke god van de Ammonieten" genoemd. Op andere plaatsen worden kinderoffers in verband gebracht met de Baäl (Jeremia 19:5). Moloch werd misschien geïdentificeerd met Baäl (zie bijvoorbeeld Jeremia 32:35).

## Mensenoffers in de moderne tijd
Een minderheid van de aanhangers van het tantrisme in India offert nog steeds mensen. In 2006 werden tientallen slachtoffers gemeld in het tijdsbestek van een half jaar.
Er zijn sterke aanwijzingen dat mensenoffers ook tegenwoordig nog in bepaalde culturen in Afrika en Zuid-Amerika voorkomen. In Sub-Saharisch Afrika komen rituele moorden nog veelvuldig voor. In Zuid-Afrika is de zogenaamde muti-moord een bekend begrip. Het gaat om moorden die begaan worden met het doel menselijke lichaamsdelen te verkrijgen voor amuletten en andere magische doeleinden. De Zuid-Afrikaanse politie heeft zelfs een speciale eenheid om rituele moorden te onderzoeken. In Tanzania worden vooral albino's ritueel vermoord. In Oeganda zijn duizenden kinderen het slachtoffer geworden van rituele moord.
Het profaan opofferen van mensenlevens in bijvoorbeeld een oorlog of een gevechtshandeling wordt meestal niet gezien als een mensenoffer. Het wordt dan "sneuvelen" of "vallen op het veld van eer" genoemd, noodzakelijk voor een "hoger" (bijvoorbeeld nationaal) doel. In de Tweede Wereldoorlog waren de kamikazepiloten zelfmoordenaars in opdracht van de Japanse keizer, die toen nog een goddelijke status had. Zelfopoffering komt regelmatig voor, zoals bij zelfmoordaanslagen.

## Bekende personen die zijn geofferd
- Iphigenia
- Lindowman
- Man van Grauballe
- Man van Tollund
- Maxtla, heerser van de Tepaneken
- Meisje van Yde
- Polyxena